# マッズ・オストベルグ
マッズ・オストベルグ（Mads Østberg、1987年10月11日 - ）は、ノルウェー出身のラリードライバー。

## 略歴
ラリーデビューは2004年で、世界ラリー選手権 (WRC) のエントリーは2006年である。父親のモーテンが代表を務めるアダプタ・ワールドラリーチームに所属し、プロドライブが整備するスバル・インプレッサWRCに乗り、2007年のスウェーデンで初めてSS勝利を記録した。スバルのWRC撤退後も2010年までインプレッサに乗り続け、たびたびポイントを獲得した。
2011年、新ワールドラリーカー規定への移行に伴い、オストベルグはMスポーツ・ストバート（フォードのサテライト）に移籍。フォード・フィエスタRS WRCを駆り、開幕戦スウェーデンでいきなり2位初表彰台を獲得して注目される。最終戦ラリーGBでも2位を獲得し、年間ランキング6位となる。
2012年はアダプタチームに戻り、フィエスタユーザーとしてエントリー。スウェーデンで表彰台3位、ポルトガルでは2位フィニッシュした後、1位のミッコ・ヒルボネンが再車検で失格となり、繰り上がりで初優勝を果たした。その後も上位入賞を続け、年間ランキング4位になる。
2013年はカタール・Mスポーツへ移籍し、フォード勢のエースとして期待されるも、セカンドチームに所属するティエリー・ヌービルの活躍に隠れてしまう。
2014年はシトロエンに電撃移籍し、セバスチャン・ローブ引退後のエースの座をクリス・ミークと争うことになる。DS3 WRCに乗り、2014年は表彰台4回で年間ランキング5位、2015年は表彰台2回で年間ランキング4位。シトロエンが2017年の車両開発に注力するため、2016年シーズンはファクトリーチームとしての参戦を行わないと決定したため、シトエロンから離れた。
2016年は、再々度Mスポーツに復帰し、コ・ドライバーが、スウェーデン出身のヨナス・アンダーソンから、アンドレアス・ミケルセンのコ・ドライバーであったオーラ・フローネとなった。第2戦スウェーデンと第3戦メキシコで2戦連続3位表彰台を獲得し序盤は好スタートを切るが、その後は精彩を欠き表彰台にすら登れず年間ランキングでも前年を下回る7位となった。
2017年はワークスシートを見つけられず、プライベーターとしてマーティン・プロコップとコンビを組み、新型フィエスタ WRCをドライブする（レギュレーション上、マニュファクチャラーのMスポーツからのエントリー）。この年はスウェーデンを皮切りに8戦に出場するも最高位はカタルーニャの5位。ランキングも15位という不本意な結果に終わった。
2018年は古巣シトロエンへ復帰。当初はスポット参戦として前半戦のスウェーデン、ポルトガル、イタリアの3戦に出場した。しかしクリス・ミークの参戦中止に伴いオストベルグはシーズン後半の5戦にセカンドドライバーとして起用が発表された。フィンランドではラトバラの追撃を抑えきり2015年以来3年ぶりの2位表彰台を獲得した。最終戦オーストラリアでは初日に首位を快走し、最終的には3位表彰台を得た。年間ランキングでは11戦に出場したチームメイトクレイグ・ブリーンを上回る10位に入った。
2019年はWRC2内の新しいクラスWRC2プロにワークス仕様のシトロエンC3 R5で参戦する。第2戦スウェーデン、第5戦アルゼンチン、第13戦カタルーニャで圧勝し格の違いを見せたが、シュコダから参戦してるカッレ・ロバンペラの圧倒的な速さに敵わず年間ランキング2位でシーズンを終えた。しかしこの強さが評価されチャンピオンを争うセバスチャン・オジェのサポートとして最終戦オーストラリアに3台目のシトロエン・C3 WRCで1年振りの出場が決定した。固定ナンバー制度導入により「2」を選択した。しかしカタルーニャでオジェがチャンピオン獲得の権利を失ったためオストベルグの1年振りのWRカー参戦は幻となった。その後シトロエンはWRC撤退を表明したが、サポート選手権でのカスタマー活動は引き続き継続されることとなった。
2020年はサテライトチームのPHスポールから前年に続きWRC2へ参戦が発表された。開幕戦から好調な成績を上げ、ポンタス・ティデマンドと首位を争いながら、見事タイトルを獲得した。
2021年も引き続きWRC2に参戦、チームはサテライトのTRT・ワールドラリーチームへ移籍。初戦のクロアチアで優勝し好スタートを切った。この年は同じノルウェー出身のアンドレアス・ミケルセンとチャンピオンを争うが、優勝はこの一度のみとなり、3勝を挙げたミケルセンに敗れた。

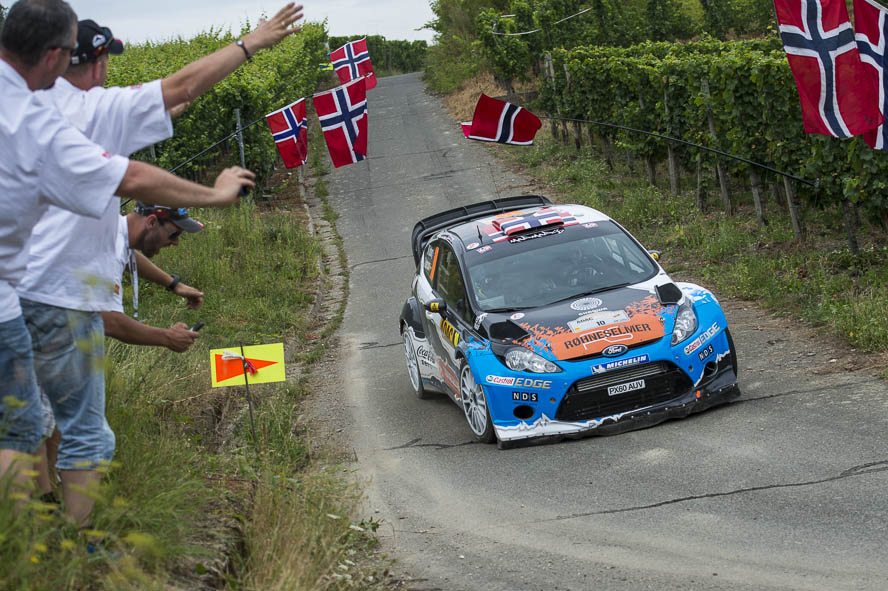
2012年ラリー・ドイツ

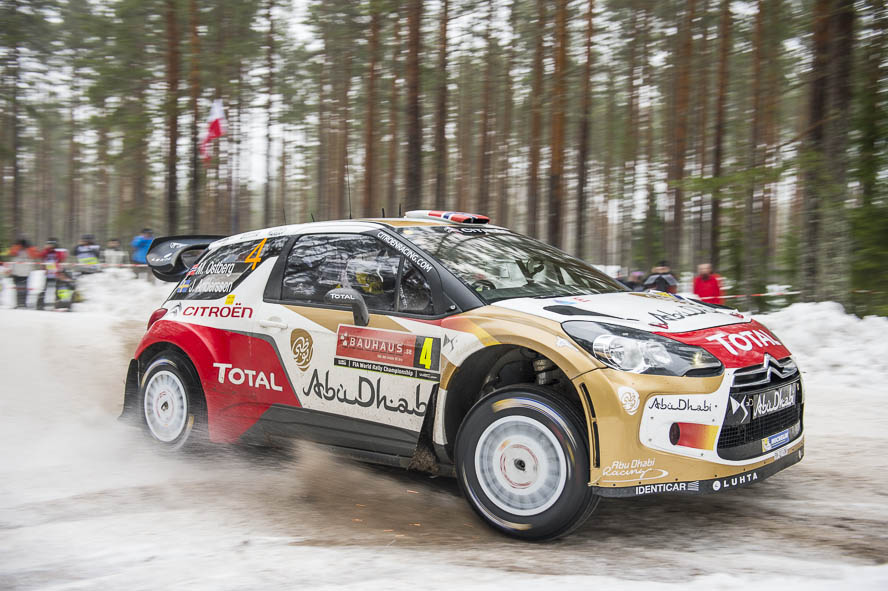
2015年ラリー・スウェーデン

2022年はWRCには参戦せずハンガリー選手権に参戦し国内チャンピオンに輝く
2023年はAPRCに参戦していたMRFタイヤのMRFディーラー・チームからシトロエン・C3 ラリー2でERCにフル参戦する。開幕戦ファフェは優勝したヘイデン・パッドンに次ぐ2位表彰台を獲得し好スタートを決める。続くカナリアは16位、ラリー・ポーランドは4位、ラトビアでは3位と浮き沈みがあるがこの時点でパッドンに次ぐランキング2位につける活躍をみせたが、続くラリー・オブ・スカンジナビアでは8位、バルムではノーポイント、最終戦ハンガリーでは優勝を挙げるもパッドンには及ばずランキング3位に終わる。
2024年は所属がTRTラリーチームに変わり引き続きERCに参戦。5戦に出場するがラリー・エストニアでの4位が最高位となり表彰台に上がれず、ランキング7位でこの年を終えた。

## 参照
1. ↑  “ヒルボネン失格、優勝はフォードのオストベルグに”. Rallyplus.net. (2012年4月2日) 2017年3月27日閲覧。
2. ↑  “M-Sport reveal shock 2015 driver line-up”. speedcafe.com. (2015年11月30日).  オリジナルの2015年12月23日時点におけるアーカイブ。 2015年12月1日閲覧。
3. ↑  “WRC：オストベルグ、プライベーターでWRC復帰。第2戦から17年型フィエスタをドライブへ”. AUTOSPORT.web. (2017年1月5日) 2017年3月27日閲覧。
4. ↑  “WRCモンツァ：WRC2はマッズ・オストベルグが優勝でタイトルを獲得”. rallyplus.net. (2020年12月8日)